# Гамлет (фільм, 2024)
«Гамлет» (англ. Hamlet) — художній фільм режисера Шона Матіаса, екранізація однойменного твору Вільяма Шекспіра. Фільм є переосмисленою версією театральної постановки режисера, яку він здійснив у Віндзорському королівському театрі 2021 року із 80-річним актором Ієн Мак-Келлен у ролі 30-річного персонажа трагедії Шекспіра.

## У ролях
| Актор            | Роль                                                     |
| ---------------- | -------------------------------------------------------- |
| Ієн Мак-Келлен   | Гамлет                                                   |
| Бен Аллен        | Гораціо                                                  |
| Франческа Анніс  | Привид Гамлетового батька                                |
| Френсіс Барбер   | Перший актор / Королева (актор) / Другий блазень         |
| Вільям Бозьє     | Король (актор) – Танцюрист                               |
| Еммануелла Коул  | Лаерт                                                    |
| Лінос Даніель    | Перший блазень / Волтеманд / Музикант (актор)            |
| Аліс Він Девіс   | Офелія                                                   |
| Олівія Файнс     | Королева (актор) – Танцюристка                           |
| Ешлі Д. Гейл     | Марцелл / Луціан (актор) / Фортінбрас / Матрос           |
| Нік Говард-Браун | Король (актор) / Капітан / Доктор богослов'я / Рейнальдо |
| Джонатан Гайд    | Клавдій                                                  |
| Фейзал Джей      | Ді-джей                                                  |
| Асіф Хан         | Гільденстерн                                             |
| Лі Найт          | Розенкранц                                               |
| Міссі Малек      | Озрік / Актор прологу / Спляча молода                    |
| Джордж Олні      | Отруйник – Танцюрист                                     |
| Дженні Сігроув   | Гертруда                                                 |